# شين يونا
مغنية كورية جنوبية تحت جاي واي بي إنترتينمنت.

## الحياة الشخصية والتعليم
اسمها الكامل «شين يونا»، واسمها الإنجليزي هو «هاسي شين» ، ولدت 9 ديسمبر 2003 في سوون، كوريا الجنوبية ودرست في مدرسة هانليم للفنون المتعددة.

## المهنة
شين يونا (Shin Yu-na) هي مغنية وراقصة كورية جنوبية، وعضو في فرقة الفتيات الشهيرة ITZY تحت إدارة JYP Entertainment. وُلدت في 9 ديسمبر 2003 في مدينة سوون، كوريا الجنوبية. تُعرف بلقب "ماكني" (أصغر عضو في الفرقة)، وتُعتبر واحدة من أبرز الوجوه في مجال الـK-pop بفضل موهبتها المتعددة وجاذبيتها على المسرح.
```
قالب:المسيرة الفنية
```

انطلقت مسيرتها الفنية في عام 2019 مع فرقة ITZY، حيث كانت جزءًا من التشكيلة الأساسية للفرقة. تُعتبر يو-نا من أبرز الراقصات والمغنيات في الفرقة، ولها حضور قوي على المسرح. في عام 2025، أطلقت قناتها الخاصة على يوتيوب بعنوان "유난히빛이나 YUNA" (التي تعني "يو-نا المتألقة")، لتصبح أول عضو في ITZY يمتلك قناة يوتيوب شخصية. حققت القناة نجاحًا كبيرًا، حيث تجاوز عدد المشتركين 300 ألف مشترك في الأشهر الأولى من إطلاقها.
الظهور الإعلامي
بالإضافة إلى نشاطها مع ITZY، شاركت يو-نا في تقديم برامج متنوعة، منها:
برنامج "Music Bank" على قناة KBS2
برنامج "Inkigayo Live in Tokyo 2024" على قناة SBS
برنامج "K-POP SUPER LIVE 2023"

السمعة والشعبية
تتمتع يو-نا بقاعدة جماهيرية واسعة، وتُعتبر واحدة من أكثر أعضاء ITZY شعبية. أطلق عليها معجبوها لقب "Superstar Shin Yuna" نظرًا لمهاراتها الاستثنائية وحضورها القوي على المسرح. أداؤها في العروض الفردية، مثل تغطيتها لأغنية "You & Me" لعضوة BLACKPINK جيني، حظي بشعبية كبيرة وأصبح من أكثر الفيديوهات مشاهدة في مهرجان SBS Gayo Daejeon 2023.

المعلومات الشخصية
الاسم الكامل: شين يو-نا (신유나)
الاسم الفني: يو-نا (유나)
الطول: 170 سم
فصيلة الدم: A
البرج الفلكي: القوس (Sagittarius)
البرج الصيني: الماعز
الاسم الإنجليزي: Hussey Shin
حساب الإنستغرام: @igotyuandme

## روابط خارجية
- شين يونا على موقع IMDb (الإنجليزية)
- شين يونا على موقع ميوزك برينز (الإنجليزية)
- شين يونا على موقع قاعدة بيانات الفيلم (الإنجليزية)